# Antonio Bertomeu Bisquert
Antonio Bertomeu Bisquert (n. 1888) fue un militar español que combatió en la Guerra civil.

## Biografía
Militar profesional, al estallido de la Guerra civil —julio de 1936— era oficial destinado en el Regimiento de Infantería «Castilla» n.º 3, en Badajoz. Se mantuvo fiel a la República. Tras la toma de Badajoz por las fuerzas africanas del coronel Juan Yagüe, Bertomeu huyó a Portugal y posteriormente regresaría a la zona republicana.
En diciembre de 1936 fue puesto al frente de la 62.ª Brigada Mixta, en el Frente de Extremadura. Para entonces ostentaba el rango de teniente coronel. En 1937 sería nombrado comandante de la 36.ª División, y más adelante —octubre de 1937— pasó a ocupar la jefatura del VII Cuerpo de Ejército. Cesó en este puesto en 1938, siendo transferido a un centro de reclutamiento. En marzo de 1939, tras el golpe de Casado, fue nombrado comandante de la VIII Cuerpo de Ejército en Extremadura.
Capturado al final de la guerra por las fuerzas franquistas, fue juzgado y condenado a prisión, causando baja en el Ejército.

## Familia
Tenía un hermano, José, que también era militar profesional y ocupó importantes puestos en el Ejército republicano.